# Acanthomyrmex notabilis
Acanthomyrmex notabilis is een mierensoort uit de onderfamilie van de Myrmicinae. De wetenschappelijke naam van de soort is voor het eerst geldig gepubliceerd in 1860 door Smith, F..